# Adriana Neumann de Oliveira
Adriana Neumann de Oliveira é uma matemática brasileira. É professora no Departamento de Matemática Pura e Aplicada da Universidade Federal do Rio Grande do Sul. Foi uma das agraciadas na edição de 2016 dos Prêmios L'Oréal-UNESCO para mulheres em ciência. Em 3 de dezembro de 2019, foi eleita membro afiliado da Academia Brasileira de Ciências.